# Enterprise (Wisconsin)
Enterprise – miasto w Stanach Zjednoczonych, w stanie Wisconsin, w hrabstwie Oneida.